# Rtichtchevo
Rtichtchevo (en russe : Ртищево) est une ville de l'oblast de Saratov, en Russie, et le centre administratif du raïon de Rtichtchevo. Sa population s'élevait à 40 649 habitants en 2013.

## Géographie
Rtichtchevo se trouve à 172 km au nord-ouest de Saratov et à 561 km au sud-est de Moscou.

## Histoire
Le village de Rtichtchevo fut mentionné pour la première fois en 1666. En 1871, une gare ferroviaire fut construite près du village. Rtichtchevo reçut le statut de ville en 1920. De 1954 à 1957, elle fit partie de l'oblast de Balachov.
La base aérienne de Rtichtchevo se trouve à proximité.

## Population
Recensements (*) ou estimations de la population
| 1897* | 1926*  | 1931   | 1939*  | 1959*  | 1970*  |
| ----- | ------ | ------ | ------ | ------ | ------ |
| 3 000 | 11 407 | 14 100 | 24 781 | 32 739 | 37 146 |

| 1979*  | 1989*  | 2002*  | 2010*  | 2012   | 2013   |
| ------ | ------ | ------ | ------ | ------ | ------ |
| 41 092 | 44 339 | 44 185 | 41 289 | 40 961 | 40 649 |